# イレネ飯田
イレネ 飯田（イレネ いいだ、1963年3月6日 - ）は元宝塚歌劇団月組男役で、現在は演劇プロデューサー、活動弁士、日本舞踊講師。宝塚時代の芸名は「幸風イレネ（さちかぜいれね）」。

## 来歴・人物
メキシコシティで日系二世として出生。4人兄弟（女、女、男、女）の長女。メキシコの中学校卒業後、1979年、宝塚音楽学校に入学。中学校卒業後入学であるが、メキシコは卒業が6月であるため、日本の高等学校1年修了者と同時期に入学。
1981年、『春の踊り』を初舞台に宝塚歌劇団入団。入団時の成績は28番。
同期に女優の北原遥子（元娘役スター、日本航空123便墜落事故で死亡）、黒木瞳（1982年から1985年まで月組トップ娘役）、涼風真世（1991年から1993年まで月組トップスター）、真矢みき（1995年から1998年まで花組トップスター）、毬藻えり（1989年から1992年まで星組トップ娘役）、梨花ますみがいる。
日本語が得意ではなく、音楽学校時代に猛勉強によりマスターしたが台詞などはずっと苦手意識があったため、公演ではセリフ数が少なかった。いわゆる端役の位置にあったが、日本語の言い間違いの話題を中心に機関紙「歌劇」での掲載回数が多かった。
1987年から本格的に花柳流の舞踊を学び、日本舞踊の名取「花柳イレネ」を許される。1991年、師範免許を取得。
1993年、天海祐希のトップお披露目公演『花扇抄／扉のこちら／ミリオン・ドリームズ』で退団。1994年、メキシコに帰国。
1997年、ミュージカル『ホアン太郎』脚本・演出。メキシコを拠点に演劇制作と日本舞踊指導を行う。
2002年より、無声映画の活動弁士として世界各国で興行中。日本髪に白塗り化粧、着物姿でセリフを言い、歌い踊るというスタイルである。2005年、愛・地球博で無声映画公演。
現在は、活動弁士と自主演劇制作を並行して活動中。

## 宝塚時代の主な舞台
- 1989年5月、『新源氏物語』舎人、栗丸 ／『ザ・ドリーマー』ドリーマー男、アメリカンボーイ
- 1989年11月、『天使の微笑・悪魔の涙』アナトウル／『レッド・ホット・ラブ』マジックボーイ、プラネットガイ
- 1990年2月、『大いなる遺産』トラップ／『ザ・モダーン』青年実業家、オリエンタルの男
- 1990年8月、『川霧の橋』勘十／『ル・ポアゾン 愛の媚薬』ル・ポアゾンの紳士、貴族の男、オフィサーズ、ロマンスの男
- 1990年10月、『BLUFF－復讐のシナリオ－』（バウ）マローイ
- 1991年1月、『カウントダウン・1991』（バウ）
- 1991年3月、『ベルサイユのばら -オスカル編-』オーギュスト
- 1991年5月、『紫陽の花しずく』（バウ）亀吉
- 1991年9月、『銀の狼』ルネ／『ブレイク・ザ・ボーダー』インディアンの男、ギャング、ニューワールドの男
- 1992年1月、『珈琲カルナバル』エルネスト／『夢・フラグランス』ネオジャパネスクの男、月下の男、ファンタジックダンサー
- 1992年7月、『PUCK』エイブラハム／『メモリーズ・オブ・ユー』愛のボレロ男、ハイチの男、オールドフレンズ
- 1993年4月、『グランドホテル』労働者／『BROADWAY BOYS』
- 1993年5月、『ロスト・エンジェル』（バウ）
- 1993年9月、『花扇抄』公達B、風／『扉のこちら』紳士A／『ミリオン・ドリームズ』踊る紳士、エレガントガイ、ドリームダンサー男＊退団公演

## 宝塚歌劇団退団後の主な活動

### 舞台
基本的に本人主演脚本演出
- 『Juan el Momotaro(ホアン太郎)』(1997年)　-　脚本演出。おとぎ話桃太郎をもとにしたミュージカル。
- 『Yo.Ga.Moi』（2006年） - 一人舞踊劇主演演出。パリで上演。
- 『逆潮〜侍の帰郷』（2010年） -脚本演出主演 支倉常長 役　日本とメキシコ友好400年を記念した一人芝居演劇。薩摩川内市、名古屋市、石巻市、東京都で上演。
- 『Mai Sho Gaku』(2012年) - 脚本演出主演